# Macronema esterum
Macronema esterum är en nattsländeart som beskrevs av Oliver S. Flint Jr. 1983. Macronema esterum ingår i släktet Macronema och familjen ryssjenattsländor. Inga underarter finns listade i Catalogue of Life.